# SBTRKT
Аарон Джером (англ. Aaron Jerome), более известный как SBTRKT («Сабтракт», /'sub'.ˈtract'/) — британский музыкант и продюсер из Лондона. Он начал карьеру диджеем в клубе «Plastic People» на востоке Лондона. SBTRKT делал ремиксы для M.I.A., Radiohead, Modeselektor, Basement Jaxx, Марка Ронсона и Underworld и выпустил несколько синглов, мини-альбомов и два альбома. Его музыка представляет собой смесь различных ответвлений гэриджа (таких, как тустеп, фанки, дабстеп и фьюче-гэридж), американский R&B и чикагского хауса. Треки SBTRKT проигрывались на радиостанциях BBC Radio 1 и BBC 6 Music. Выступает в разных церемониальных масках.

## Дискография

### Студийные альбомы
- SBTRKT (2011)
- Wonder Where We Land (2014)

### Мини-альбомы
- Musik Lace (2009)
- 2020 (2010)
- Step in Shadows (2010)
- iTunes Festival — London 2011: SBTRKT (2011)
- Transitions I (2014)
- Transitions II (2014)
- Transitions III (2014)

### Синглы
- Right Place (2009)
- Timeless (2009)
- Laika (2010)
- Soundboy Shift (2010)
- Ready Set Loop (2011)
- Living Like I Do (2011)
- Wildfire (2011)
- Hold On (2012)

### Совместные работы
- Sinden & SBTRKT — Midnight Marauders (2010)
- SBTRKT & Sampha — Break Off (2010)
- Jessie Ware & SBTRKT — Nervous (2010)
- Sinden & SBTRKT — Seekwal / Grazed (2011)

### Ремиксы
- Radiohead — Lotus Flower
- Underworld — Bird 1
- Darwin Deez — Constellations
- Тайни Темпа — Pass Out
- Марк Ронсон — Bang Bang Bang
- M.I.A. — XXXO
- Basement Jaxx — Scars
- Modeselektor — Art & Cash
- Little Dragon — Never Never
- Jose James — Warrior
- J-Wow — O Dedo
- These New Puritans — We Want War
- Portico Quartet — Lines
- Cessa — Recon
- Fantastic Mr Fox — Sketches